# 积金镇
积金镇，是中华人民共和国四川省德阳市中江县下辖的一个乡镇级行政单位。

## 行政区划
积金镇下辖以下地区：
积金镇社区、甘泉村、流水村、重石村、灵活村、石桥村、富裕村、华泉村、宏程村、天关村、先锋村、明堰村、三岔村、长丰村、黄金村、田丰村、文玉村和磐山村。